# Città di Salisbury
La città di Salisbury è una Local Government Area che si trova in Australia Meridionale. Essa si estende su una superficie di 158,1 chilometri quadrati e ha una popolazione di 130.022 abitanti. La sede del consiglio si trova a Salisbury.